# Pacyfikacja Różańca
Pacyfikacja Różańca – pacyfikacja i wysiedlenie polskiej ludności cywilnej dokonane przez okupantów niemieckich w Różańcu w województwie lubelskim, w powiecie biłgorajskim, w gminie Tarnogród na Zamojszczyźnie. Zamordowano około 70 osób. Większość spłonęła w 260 palących się zabudowaniach.

## Zbrodnie niemieckie w Różańcu
Podczas II wojny światowej i okupacji Polski przez III Rzeszę Niemiecką 18 marca 1943 jednostki niemieckiego Wehrmachtu, SS i żandarmerii otoczyły miejscowość i przeprowadziły pacyfikację wsi Różaniec. Był to odwet za pomoc partyzantom i zbiegłym z obozów jeńcom sowieckim. Okupanci podpalili zabudowania wraz z inwentarzem żywym. Spłonęło 260 gospodarstw z dobytkiem. Niemcy zamordowali około 70 osób. Większość z nich spłonęła w palących się domach. Wtedy spłonęło też 10 koni, 15 krów, 25 świń, 300 sztuk drobiu i cały inwentarz martwy w tych gospodarstwach.
Z placu nazywanego „księżym ogrodem” wywożono mężczyzn i kobiety od 16 lat do 50, do obozu w Zamościu.
Dokończenie akcji pacyfikacyjnej i wysiedleńczej nastąpiło 26 czerwca 1943 r. Okupanci obstawili wioskę i wydali rozkaz wysiedlenia Polaków. Większość wywieziono do obozu w Zamościu. Ponieważ i tym razem spora grupa mieszkańców powróciła na zgliszcza uciekając z transportów i obozów, ostateczną „czystkę” przy pomocy oddziału ukraińskich nacjonalistów przeprowadzono 14 lipca 1943 r.
20 lipca 1942 r., jak zeznają świadkowie, o 8 rano gestapowcy zebrali ludzi na placu. Wyczytano 10 osób, które rozstrzelali w Różańcu przy szosie i tam je pochowano. Wybrano kolejnych 10 do 25 lat, których wywieziono do obozu KL Majdanek. O godzinie 15 przyjechało kilka tysięcy wojska niemieckiego, zagoniono ludzi na plac i samochodami wywożono do obozu w Zwierzyńcu i w Zamościu. Wioskę rabowano i palono, zabijano ludzi. Zamordowano wówczas 14 osób, 5 uległo spaleniu.
W końcu czerwca i na początku lipca 1943 wywieziono z Różańca na roboty przymusowe kilkuset Polaków do Niemiec.
22 września 1943, około 90 żandarmów niemieckich z policją ukraińską przyjechało do Różańca. Prowadzono rewizje. W domu Andrzeja Jamińskiego zabrano jego córkę 25-letnią, zamężną Annę Aisenbart, kazano jej się położyć twarzą do ziemi za stodołą i zastrzelono. Jej ojca, matkę, brata i męża zabrano do Biłgoraja.
We wsi Różaniec okupanci zrabowali około 1000 krów, 500 świń, 3000 drobiu i 13 000 metrów zboża.